# محمد الزوري
محمد الزوري (مواليد 4 أغسطس 1991) هو لاعب كرة قدم سعودي.
لعب في نادي الصفا ونادي الرياض ونادي الترجي ونادي الحجاز ونادي الزلفي ونادي رضوى ونادي قرية العليا.